# Fernando de Uncibay
Fernando de Uncibay fue un militar nacido en Vizcaya, una figura notable en la historia de  Málaga durante el periodo de los Reyes Católicos.
Participó activamente en la conquista de Málaga en 1487, un evento crucial que marcó la culminación del proceso de Reconquista en gran parte de la península ibérica.
Tras la toma de la ciudad, años más tarde en 1497, fue nombrado regidor de Málaga, lo que refleja la confianza que los Reyes Católicos depositaron en él para administrar la ciudad y contribuir a su estabilidad y crecimiento tras la conquista. Su rol como regidor implicaba responsabilidades en la gestión del gobierno local y en el establecimiento de la nueva estructura administrativa luego de la incorporación de Málaga a la Corona de Castilla.
Más tarde, Fernando de Uncibay fue designado alcaide de Bezmiliana, un puesto que le permitía ejercer autoridad y supervisar la seguridad en esta área estratégica, situada en el Rincón de la Victoria, cercano a la costa donde realizó diversas obras defensivas en la población.
Esta posición era importante en un periodo de consolidación de la influencia española en el sur de la península, ya que la vigilancia y el control en las regiones costeras eran esenciales para la defensa y la estabilidad de la nueva gobernanza.